# تارزنا (لس آنجلس)
تارزنا، لس آنجلس (به انگلیسی: Tarzana, Los Angeles) یک شهرک در ایالات متحده آمریکا است که در کالیفرنیا واقع شده‌است.